# Чојлуг
Чојлуг је насељено место у општини Миклеуш, Вировитичко-подравска жупанија, Хрватска.

## Историја
До територијалне реорганизације у Хрватској био је у саставу старе општине Подравска Слатина.

## Становништво
У попису становништва из 2011. године, Чојлуг је имао 15 становника.
| Број становника према пописима | Број становника према пописима | Број становника према пописима | Број становника према пописима | Број становника према пописима | Број становника према пописима | Број становника према пописима | Број становника према пописима | Број становника према пописима | Број становника према пописима | Број становника према пописима | Број становника према пописима | Број становника према пописима | Број становника према пописима | Број становника према пописима | Број становника према пописима |
| ------------------------------ | ------------------------------ | ------------------------------ | ------------------------------ | ------------------------------ | ------------------------------ | ------------------------------ | ------------------------------ | ------------------------------ | ------------------------------ | ------------------------------ | ------------------------------ | ------------------------------ | ------------------------------ | ------------------------------ | ------------------------------ |
| 1857                           | 1869                           | 1880                           | 1890                           | 1900                           | 1910                           | 1921                           | 1931                           | 1948                           | 1953                           | 1961                           | 1971                           | 1981                           | 1991                           | 2001                           | 2011                           |
| 0                              | 0                              | 0                              | 0                              | 0                              | 0                              | 0                              | 65                             | 138                            | 160                            | 172                            | 122                            | 93                             | 86                             | 22                             | 15                             |

Напомена: Од 1931. исказивано као део насеља. Године 1981. настало је издвајањем истоименог дела из насеља Миклеуш. Од 1857. до 1921. подаци су садржани у насељу Миклеуш.

### Попис1991.
У попису становништва из 1991. године, Чојлуг је имао 86 становника, следећег националног састава:
| Попис 1991.‍ | Попис 1991.‍ | Попис 1991.‍ | Попис 1991.‍ | Попис 1991.‍ |
| ----------- | ----------- | ----------- | ----------- | ----------- |
|             |             |             |             |             |
| Хрвати      | Хрвати      |             | 43          | 50,00%      |
| Срби        | Срби        |             | 38          | 44,18%      |
| Југословени | Југословени |             | 5           | 5,81%       |
| укупно: 86  |             |             |             |             |